# South Jamaica
Pour les articles homonymes, voir Jamaica.
South Jamaica (litt. en français : « Jamaïque Sud ») est un quartier situé dans l'arrondissement du Queens à New York. Comme son nom l'indique, il est situé au sud de Jamaica.

## Démographie
Composition ethno-raciale en 2010, :
- Blancs non hispaniques (1,0 %)
- Hispaniques et Latinos (15,2 %)
- Asiatiques (5,2 %)
- Noirs (72,2 %)
- Métis (3,0 %)
- Autres (3,4 %)